# Ибрагимов, Бахтияр Туляганович
Бахтия́р Туляга́нович Ибрагимов (узб. Baxtiyor Tulaganovich Ibragimov; род. 1949) — узбекский учёный в области супрамолекулярной химии. Доктор химических наук, профессор, Академик Академии наук Республики Узбекистана

## Биография
Родился 11 мая 1949 года в Ташкенте. Окончил Ленинградский государственный университет в 1973 году.
Работал стажёром-исследователем, младшим, старшим и ведущим научным сотрудником Института биоорганической химии АН РУз.
Главный учёный секретарь Академии наук Республики Узбекистан (с 2003 года — по 2017 год). Вице-президент Академии наук Республики Узбекистан (с 2018 г. — по наст. время).
Автор более 300 научных трудов, в том числе 3 монографий и 10 изобретений. Подготовил 3 докторов и 12 кандидатов наук.
В конце 2017 года присвоено звание академика Академии наук Узбекистана. Избран Вице-президентом Академии наук Республики Узбекистан (с 2018 года).

## Награды и звания
Награждён в 2001 году нагрудном знаком «Ўзбекистон Республикаси мустақиллигининг 10 йиллиги»
Награждён в 2007 году Орденом «Мехнат Шухрати»
Награждён в 2020 году Орденом «Дустлик»
Награждён в 2021 году нагрудном знаком «Ўзбекистон Республикаси мустақиллигининг 30 йиллиги»

## Правило Ибрагимова
Основатель «правила Ибрагимова» которое признали более 20 ученных со всего мира ссылаясь в своих научных статьях на «Правило сформулированное Ибрагимовым» и более 5 учебниках по супрамолекулярной химии со всего мира. Более 200 раз ссылались на работу автора со всего мира.